# 趙健
趙健（1544年—1631年），字中甫，號行吾，直隸寧國府涇縣人，軍籍，明朝政治人物。

## 生平
隆慶元年（1567年）丁卯科應天府鄉試第五十九名，萬曆五年（1577年）丁丑科會試第六十名，登二甲第十六名進士。授刑部主事，历官辰州府知府，十八年九月升江西左参政。累升贵州左布政使，三十八年闰三月升光禄寺卿，四十年两次引年乞休，不允，同年升通政使。乞休归，讲学水西，一时翕然宗之。天啓元年（1621年）起复南京太僕寺卿，蔭一子，以忤魏忠贤，罢归，卒年八十八。刻有《梅峰理学正宗》行世。

## 家族
曾祖趙箎，曾任義官；祖父趙爵；父趙全，曾任冠帶生員。父赵仲全，字文质。少补诸生，博综群籍，动遵矩濩。读宋儒诸书叹曰：“道在是矣，安事雕虫为?”遂引疾罢诸生业，隐居教授，乡邻严事之。伯子健，成进士。仲子伸，举于乡。以健仕封中奉大夫，布衣蔬食，治家内外肃然。年八十八卒。尝著《道学宗师录》五卷，由上古而下，若董贾濂洛诸儒及老庄申韩诸子，靡不考述其言行，为之折衷。又《语录》二卷，《诗铭文集》五卷，《易学洪范会极》十卷，《古本大学》、《朱陆辨》、《赵氏家乘》诸书，粹然一出于正学者，称为梅峰先生。母鄭氏；繼母朱氏。
具庆下。兄趙佳。弟趙伸（贡士）、趙傳、趙伯。